# 北京君正
北京君正集成电路股份有限公司于2005年獲得風投資金後创立于北京，是一家无厂半导体公司，其于2009年获得了MIPS架構的指令集授权，并在此之上设计了Xburst系列微架构半导体IP核。也通过购买第三方半导体IP核辅以Xburst核来制作中央处理器，系统芯片，单片机等集成电路产品。2011年發布全球首款Android Ice Cream Sandwich平板電腦，採用了君正集成電路的JZ4770行動應用處理器。
2014年3月君正合肥子公司成立後，現已退出平板電腦領域，但有開發視頻和物聯網相關晶片設計。